# Wat Suan Dok

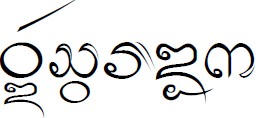
Wat Suan Dok in Lan-Na-Schrift

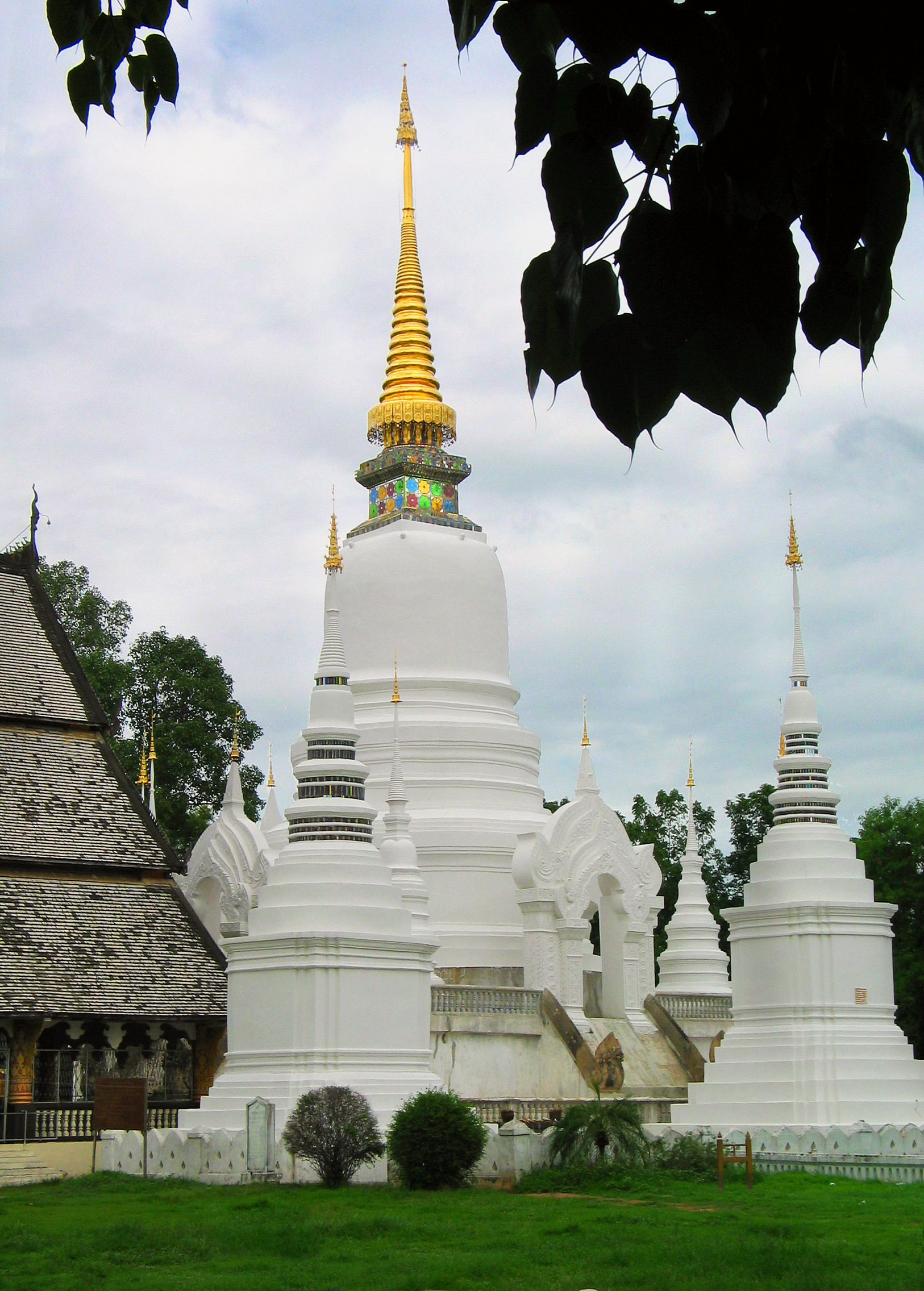
Chedi des Wat Suan Dok

Wat Suan Dok (Thai: วัดสวนดอก – etwa: Blumengarten-Kloster) ist ein buddhistischer Tempel (Wat) in Chiang Mai, Nordthailand. Er ist ein Königlicher Tempel Dritter Klasse.
Der Tempel liegt an der Thanon Suthep (Suthep-Straße) etwa einen Kilometer westlich des Pratu Suan Dok (Suan-Dok-Stadttor).
Auf dem Tempelgelände befindet sich der Chiang-Mai-Campus der buddhistischen Mahachulalongkornrajavidyalaya-Universität.

## Geschichte
Wat Suan Dok wurde im Jahr 1370 von König Kue Na des Königreiches Lan Na für den Mönch Sumana erbaut. Der Tempel wurde im Zentrum des Wiang Suan Dok (Thai: เวียงสวนดอก) erbaut, einer befestigten Siedlung (Wiang, เวียง) der Lawa, welche bereits vor der Gründung Chiang Mais existierte. Die Umrisse der Befestigung sind heute auf Satellitenbildern noch deutlich zu erkennen, nördlich der Thanon Suthep sind noch einige Erdwälle erhalten. König Kue Na unterhielt hier seinen Blumengarten (Thai: Suan Dok Mai, สวนดอกไม้), welcher dem Tempel seinen ursprünglichen Namen gab: Wat Buppharam Dok Mai (วัดบุปผารามดอกไม้) oder kurz Wat Suan Dok Mai (วัดสวนดอกไม้).
Der Legende nach soll ein Mönch aus dem Königreich Sukhothai, Maha Sumana Thera, nach einer Vision eine Reliquie des Buddha gefunden haben, die gemäß der Vision in Chiang Mai aufbewahrt werden solle. Nach einer Einladung von König Kue Na verbrachte Sumans Thera zunächst zwei Regenzeiten im Wat Phra Yuen bei Lampang, während der König einen neuen Tempel für die Reliquie, den Wat Buppharam Dok Mai, bauen ließ. Als der Zeitpunkt gekommen war, teilte sich die Reliquie auf wundersame Weise in zwei Teile. Der eine Teil wurde wie vorgesehen im Wat Buppharam Dok Mai in einen Schrein eingeschlossen, während die andere auf dem Rücken eines weißen Elefanten zum Wat Phra That Doi Suthep gebracht wurde.

## Sehenswürdigkeiten
- Die große, 48 Meter hohe Chedi im Sri-Lanka-Stil ist weithin sichtbar. In ihr soll sich die Reliquie des Buddha befinden. Ursprünglich führten an allen vier Seiten lange Treppen zu einer engen Terrasse in etwa fünf Meter Höhe rund um die Chedi, sie sind heute durch eine Rampe ersetzt. Die Balustrade wird durch die Kombination einer siebenköpfigen Naga und einer Makara in klassischem Lan-Na-Stil gebildet.
- Der große Sala Kan Parian (Predigt-Pavillon) befindet sich direkt östlich der großen Chedi. Er stammt aus dem Jahr 1932. Erbaut wurde sie von dem berühmten Mönch Kru Ba Srivichai, der gleichzeitig einen Ubosot errichten und die Chedi renovieren ließ. Die beiden Haupt-Buddha-Statuen des Sala Kan Parian sind Rücken an Rücken zueinander ausgerichtet. Die eine Statue in sitzender Meditations-Haltung (Bhumisparsha-Mudra) blickt nach Osten, während die andere stehend ein Bündel Grashalme in der rechten Hand trägt und die Chedi anblickt. Vor der sitzenden Statue gibt es eine etwas kleinere Statue, die im La-Na-Stil zur Zeit von König Kue Na erschaffen worden ist. Ungewöhnlich sind die Füße dieser Statue, an denen – Sri-Lanka-beeinflusst – die Zehen einzeln ausgebildet sind. Daneben gibt es zahlreiche weitere Statuen, die zum Teil aus den 1930er Jahren stammen.
- Im kürzlich renovierten Ubosot befindet sich eine 4,70 Meter hohe Buddha-Statue aus Bronze in Meditationshaltung (Bhumisparsha-Mudra), die im Jahr 1504 während der Regierungszeit von König Mueang Kaeo geschaffen wurde. Sie trägt den Namen „Phra Chao Kao Tue“. Bemerkenswert an dieser Statue sind die gleich langen Finger, welches auf den klassischen Sukhothai-Stil hindeutet, während die Darstellung der Robe eher dem Ayutthaya-Stil zuzuordnen ist.
- Im nördlichen Teil des Tempels befindet sich eine Ansammlung von weiß gekalkten Mausoleen in verschiedenen Größen. Hier sind die sterblichen Überreste von Mitgliedern der königlichen Familien Lan Nas beigesetzt. Prinzessin Dara Rasmi, eine der Ehefrauen von König Chulalongkorn (Rama V.) und Tochter des Lan-Na-Königs Intha Wichayanon, ließ Anfang des 20. Jahrhunderts die sterblichen Überreste aus der gesamten Umgebung Chiang Mais hierher in eine angemessene Umgebung umbetten.

## Eindrücke vom Tempelgelände

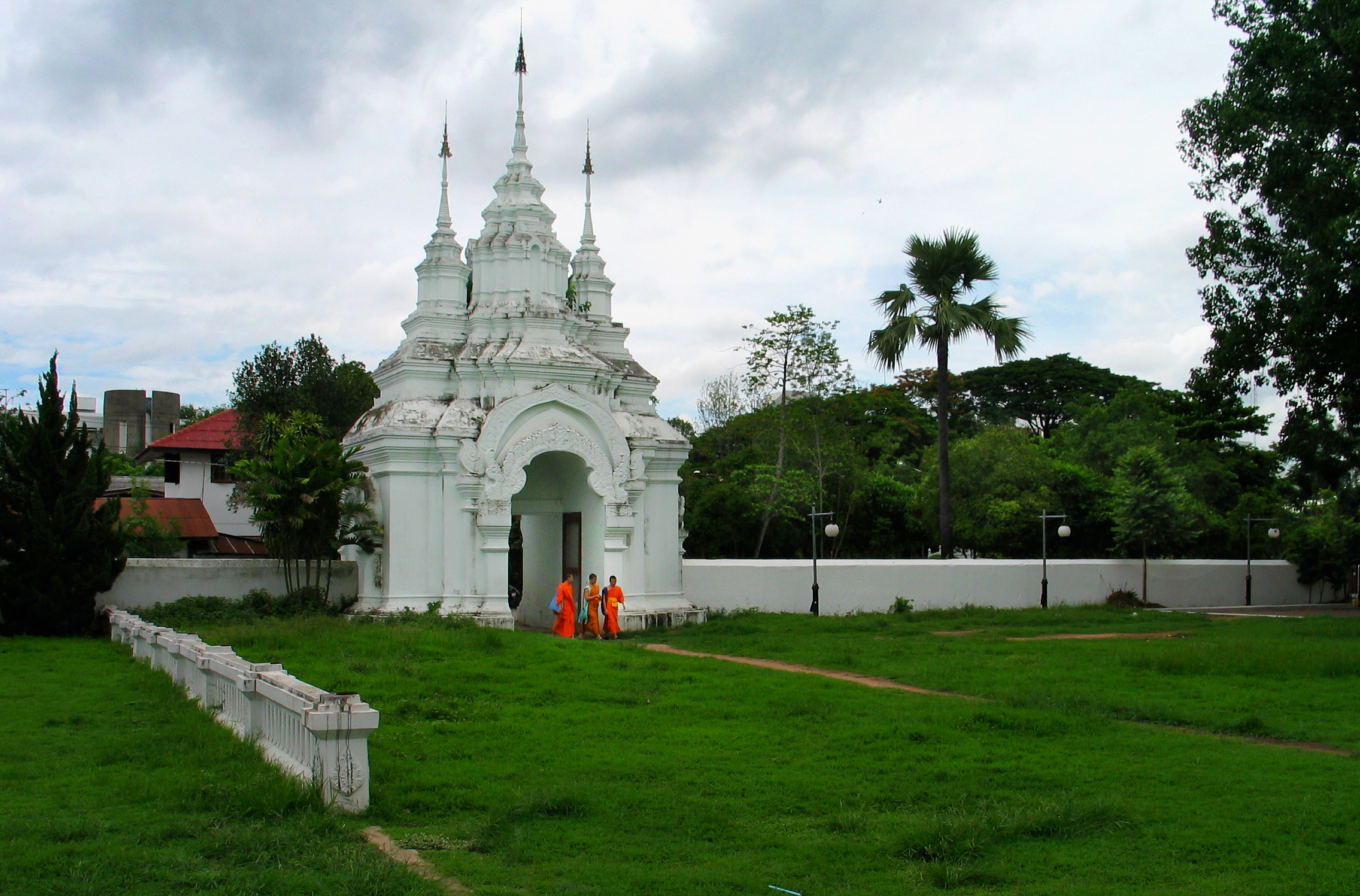
Eingangstor zum Wat Suan Dok
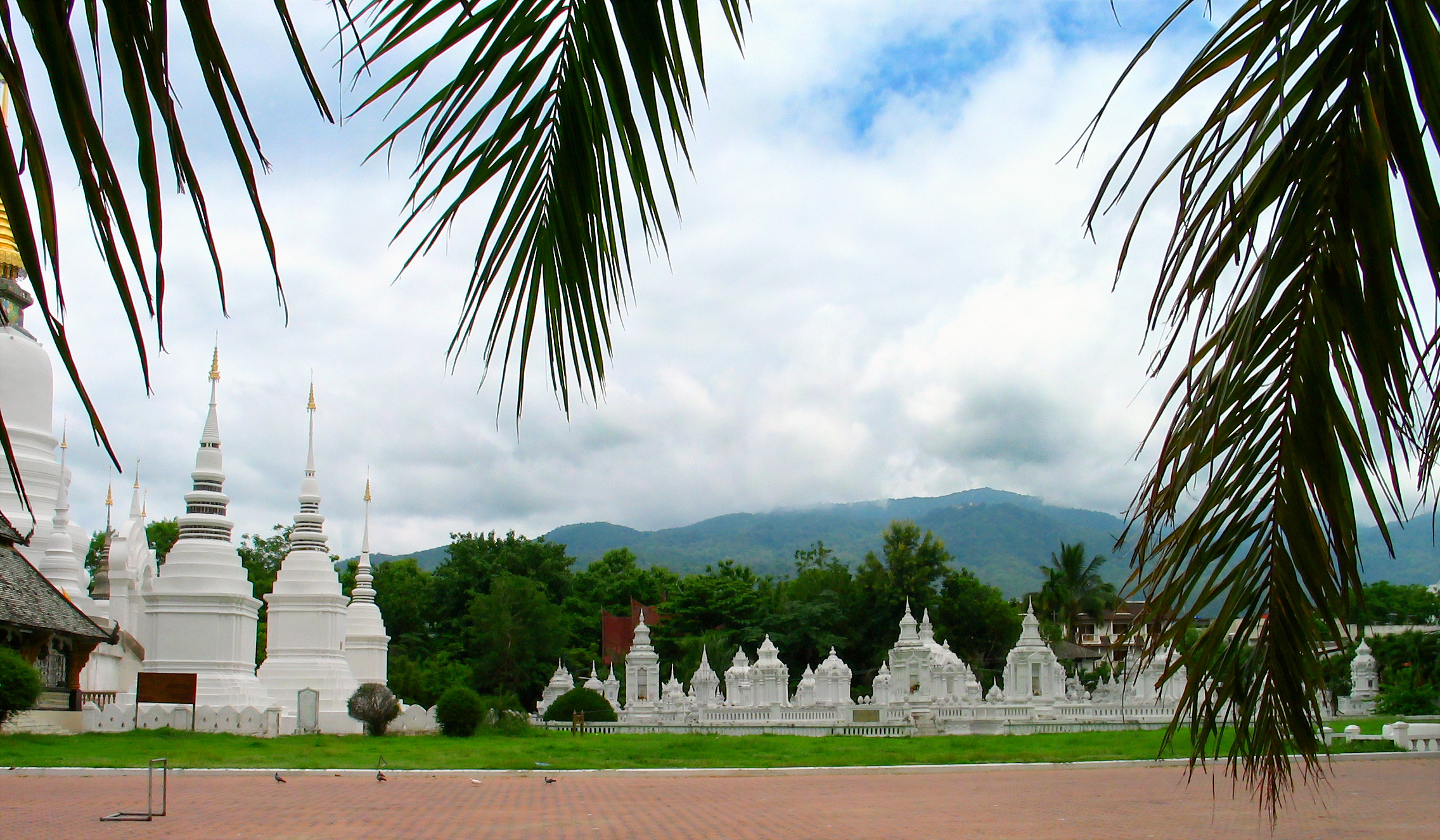
Königlicher Friedhof
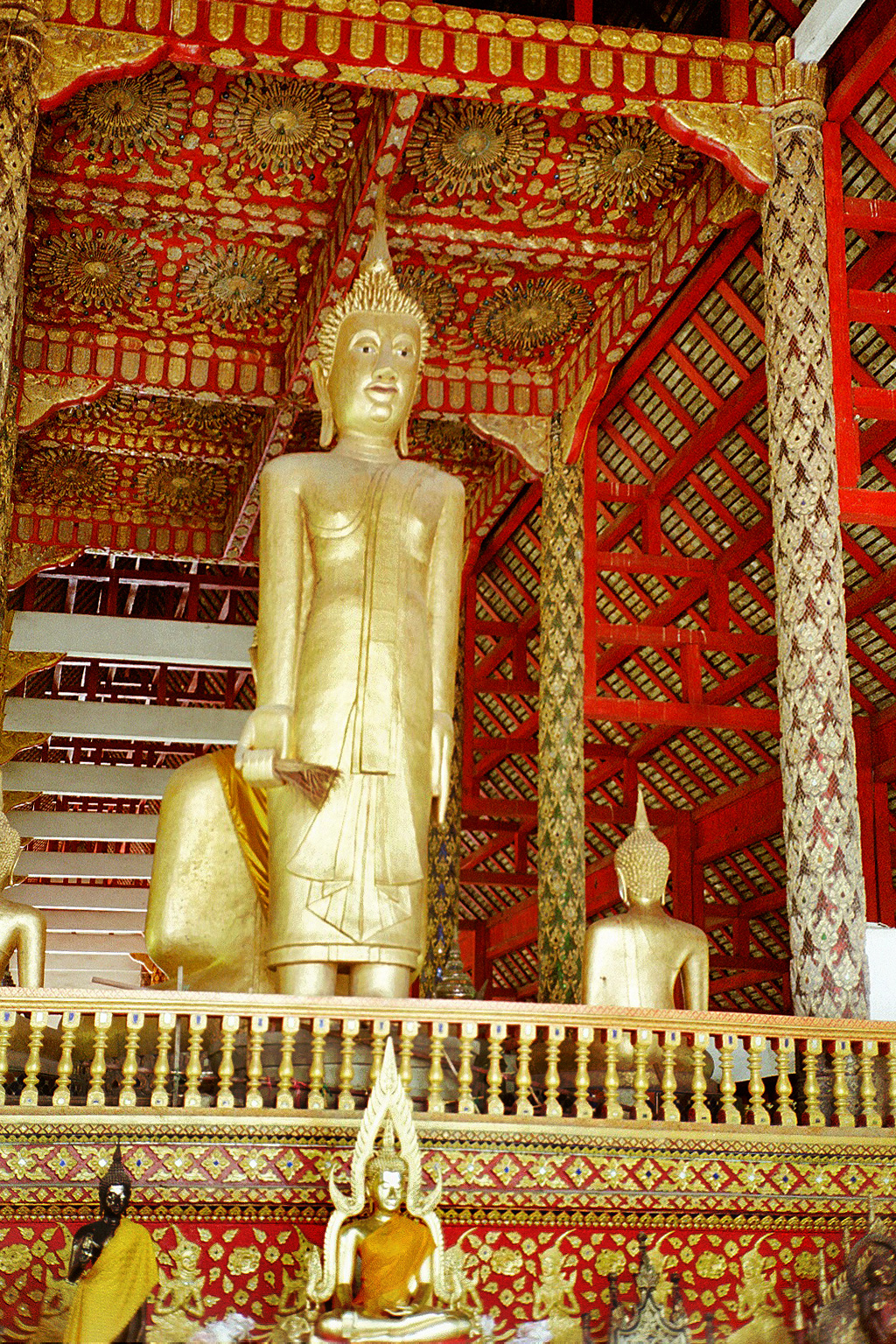
Stehende Buddha-Statue im Sala Kan Parian des Wat Suan Dok